# Шмаков, Владимир Павлович
Шма́ков Влади́мир Па́влович (26 июля 1946, Пинск — 2 марта 2009, Москва) — крупный деятель советского и современного российского телевидения, российский журналист, один из основателей телеканала М1, академик Академии российского телевидения. Первый директор студии кинопрограмм РГТРК «Останкино»

## Членство в творческих союзах и организациях
Член Союза кинематографистов России, член комиссии по телекино СК РФ.
Член Союза писателей РФ. Член Союза журналистов России.
Действительный член Международной академии телевидении и радио (IATR).

## Биография
Родился 28 июля 1946 года в городе Пинске, Брестской области, Белоруссия.
Окончил Белорусский государственный театрально-художественный институт в г. Минске (1968 г.) и Всесоюзный государственный институт кинематографии по специальности режиссёра художественного и телевизионного фильма (1977 г.).
С 1979 года режиссёр отдела публицистики Главной редакции программ для молодежи ЦТ СССР, где принимал активное участие в создании известных телевизионных циклов «Наша биография» и «Адреса молодых», «Мир и молодежь», «12-й этаж». Эти передачи и фильмы получили широкое признание прессы и зрительской аудитории, отмечены призами на фестивалях и премиями комсомола.
С 1988 года заместитель главного редактора Главной редакции информации, позже участвует в неосуществленном проекте «ТВ-XXI век», с 1990 по 1992 гг. возглавляет творческое объединение развлекательных программ.
С 1992 года директор студии кинопрограмм РГТРК «Останкино». Именно в эти годы зрители Первого канала познакомились с первыми «мыльными операми» «Богатые тоже плачут», «Просто Мария», «Дикая роза». Более взыскательный зритель увидел в те годы на Первом канале ЦТ СССР лучшие фильмы производства «Коламбии Пикчерз», знаменитые телесериалы «Твин Пикс», «Возвращение в Эдем» и многие другие. В эти же годы возникли известные циклы передач о кино «Киноправда», «Актеры и судьбы» и особенно, — «Чтобы помнили» (автор Леонид Филатов). Детская телепередача «В гостях у сказки» была переименована в «Зазеркалье» и пользовалась у зрителей такой же, огромной, популярностью.
С 1995 года, после ликвидации РГТРК «Останкино», работает в только что созданной компании «Телеэкспресс», осуществляющей вещание на 31 ТВК. Он возглавляет службу вещания. В качестве заместителя генерального директора канала он отвечает за структуру сетки вещания, подготовку, приобретение и размещение телепередач и фильмов на канале. В штат канала Шмаков приглашает группу талантлифых профессионалов, с которыми работал ранее: закупками кинопродукции занимались Борис Ханов и Наталья Щербакова, службой выпуска руководил Подъяпольский, коммерческим отделом Петр Рыбак, анонсировал фильмы в эфире режиссёр Пётр Соседов. В течение трёх лет 31-й канал успешно развивает вещание и сеть приема в г. Москве и московском регионе, становится лидером среди дециметровых каналов столицы, догоняя по своей доле (share 6 %) метровые каналы «ТВ-6 Москва» и ТВЦ. Поддерживает переименование 31-го канала в канал «М1».
В 1999 году уволен с канала «М1» из-за принципиального расхождения позиций с новым Генеральным директором Сергеем Москвиным, сразу после этого перенёс инсульт.
С 1999 года главный редактор кинокомпании «Телефильм» (основана в 1998 году часть сотрудников одноимённой студии киноконцерна «Мосфильм»).
С 2004 года — генеральный директор кинокомпании «Эхо».

## Фильмография
Как режиссёр-постановщик создал фильмы:
- «Птицы на снегу» (киностудия «Беларусьфильм», 1977 год),
- «Дожди по всей территории» (киностудия «Беларусьфильм», 1978 год),
- «Оазисы в пустыне» («Узкинохроника» по заказу Гостелерадио СССР, 1979 год),
- «Связь времен» (ТО «Экран» 1985 год),
- «Ставлю на голосование» (Центральное телевидение, 1986 год).

Автор сценариев фильмов «Хозяин „Империи“» (2001), «Тайная стража» (2005), «Жизнь — поле для охоты» (2005), «Тайная стража. Смертельные игры» (2009).